# Hrabina z Hongkongu
Hrabina z Hongkongu (oryg. A Countess from Hong Kong) – film z 1967 roku w reżyserii Charliego Chaplina.

## Obsada
- Sophia Loren – hrabina Natasha Alexandroff
- Marlon Brando –  Ogden Mears
- Sydney Chaplin – Harvey Crothers
- Tippi Hedren – Martha Mears
- Patrick Cargill – Hudson
- Michael Medwin – John Felix
- Oliver Johnston – Clark